# الغروس
غروس (به عربی: الغروس) یک شهرداری در الجزایر است که در استان بسکره واقع شده‌است. غروس ۱۲٬۸۴۶ نفر جمعیت دارد.